# Paula Prado del Río
Paula Prado del Río (Santiago de Compostela, 30 de març de 1971) és una política espanyola del Partit Popular. És diputada al Parlament de Galícia i secretària general del Partit Popular de Galícia. Amb anterioritat, ha estat senadora a les Corts Generals i regidor a l'Ajuntament de Santiago de Compostel·la.

## Trajectòria
Llicenciada i Doctora en Dret per la Universitat de Santiago de Compostel·la. És advocada especialista en dret de família.
Va ser regidora del PPdeG a Santiago de Compostel·la entre 2007 i 2013, sent portaveu del Grup Municipal i portaveu de la Junta de Govern local des de 2011.
El 2009 va ser candidata a les eleccions al Parlament de Galícia per la província de La Corunya, va ser escollida diputada i va esdevenir portaveu de Justícia del Grup Popular. A les autonòmiques de 2012 va tornar a ser elegida diputada i va ser nominada portaveu de l'àrea de Presidència i Vicepresidència del Grup Parlamentari Popular. El 2013 va ser nomenada portaveu del Partit Popular de Galícia.
En les eleccions generals de 2015 es va presentar al Senat per la província de La Corunya i va ser elegida senadora .
A les eleccions al Parlament de Galícia el setembre de 2016 va ser triada diputada i viceportaveu del Grup Popular, va exercir la presidència de la Comissió no permanent d'estudi per a la Igualtat i per als Drets de les Dones. Va ser reelegida a les eleccions autonòmiques de 2020, exercint com a viceportaveu del Grup Parlamentari Popular. El 2022 fou nomenada secretària general del PPdG.